# Medetera tumidula
Medetera tumidula är en tvåvingeart som beskrevs av Negrobov 1967. Medetera tumidula ingår i släktet Medetera och familjen styltflugor. Inga underarter finns listade i Catalogue of Life.